# De niks
Tom Poes en de niks of kortweg De niks is het 97ste verhaal uit de Bommelsaga, geschreven en getekend door Marten Toonder. Het verhaal verscheen voor het eerst op 20 december 1961 en liep tot 12 maart 1962. Het thema is "de angst voor de onzichtbare dag van morgen".

## Samenvatting
Wammes Waggel maakt met materialen van de schilder Terpen Tijn een schilderij, en daarbij komt een spookje vrij. 
Het spookje verschijnt eerst in Bommelstein, en staat symbool voor de angst voor wat morgen brengt. Het spookje wil helemaal niet zichtbaar zijn, want dat hoort niet. Het blijft maar smeken om de vernietiging van het schilderij,  want dan wordt hij zelf weer onzichtbaar. Maar omdat het de toekomst kan voorspellen komt de een na de ander zijn belofte niet na, want dat vinden ze wel prettig. 
De voorspellingen komen inderdaad uit, maar soms iets anders dan de 'aanvrager' gedacht had. Hoe groter de angst, hoe groter het spook wordt. Deze keer is het niet Tom Poes die de oplossing brengt. Door een explosie wordt het schilderij vernietigd en verdwijnt de niks.

## Hoorspel
- De niks in het Bommelhoorspel